# خط زمان (رمان)
خط زمان نام داستانی علمی-تخیلی از مایکل کرایتون است که در نوامبر ۱۹۹۹ منتشر شد. از روی این داستان فیلمی به همین نام در سال ۲۰۰۳ ساخته شد.

## خلاصه داستان
شرکتی به نام ITC با استفاده از علم فیزیک کوانتوم، فناوری نوینی ابداع کرده‌است که امکان سفر به زمان گذشته را فراهم می‌کند. ادوارد جانسن، استاد تاریخ و سرپرست گروهی است که در حال انجام عملیات اکتشاف قلعه‌ای باستانی در یکی از نواحی جنوبی فرانسه می‌باشند که هزینه‌های آن از سوی ITC تأمین می‌شود. پس از وقوع حوادثی شک‌برانگیز جانسن برای سردرآوردن از برخی ابهامات سفری به محل شرکت کرده و چند روز بعد شاگردانش در محل حفاری دستختی از وی پیدا می‌کنند که مربوط به شش قرن پیش می‌باشد!

سپس گروهی از آن‌ها نیز به درخواست معاون شرکت برای نجات جانسون راهی قرن ۱۴ میلادی می‌شوند، جایی که حوادثی هیجان انگیز و خونین در انتظارشان است و تنها ۳۸ ساعت زمان خواهند داشت تا ادوارد جانسن را یافته و همراه وی به زمان حال بازگردند...